# Miss Rose White
Miss Rose White é uma telefilme estadunidense dirigido por Joseph Sargent, baseado na peça  A Shayna Maidel de Barbara Lebow. É protagonizado por Kyra Sedgwick, e foi ao ar pela primeira vez em 26 de abril de 1992. A produção recebeu cinco prêmios Emmy, incluindo melhor filme para televisão e melhor atriz coadjuvante em filme para televisão (Amanda Plummer), bem como o Prêmio Humanitas.

## Elenco
- Maureen Stapleton – Tanta Perla
- Kyra Sedgwick – Reyzel Weiss/Rose White
- Maximilian Schell – Mordecai Weiss
- Amanda Plummer – Lusia
- Penny Fuller – Miss Kate Ryan
- D. B. Sweeney – Dan McKay
- Gina Gershon – Angie
- Milton Selzer – Uncle Shimon